# Ferrovia Circumvesuviana
La ferrovia Circumvesuviana è una rete ferroviaria della Campania che offre un servizio ferroviario di tipo metropolitano.
La rete copre in maniera capillare la zona orientale e meridionale della città metropolitana di Napoli, oltre che l'Agro nocerino-sarnese e il Baianese. L'infrastruttura dispone di una sede propria ed è completamente autonoma da altre interferenze di traffico ferroviario, sia nazionale che regionale; si estende per 142 km distribuiti su 6 linee e 93 stazioni con incarrozzamento a raso, con una densità delle stazioni di 1,5/km. L'intera rete, di proprietà della Regione Campania, è affidata all'Ente Autonomo Volturno che vi opera in qualità sia di gestore dell'infrastruttura sia di impresa ferroviaria.

## Rete
La rete è costituita da cinque linee e una diramazione; segue un prospetto delle infrastrutture che la compongono e dei servizi forniti.
| Linea                                 | Inizio              | Fine                  | Apertura | Ultima estensione | Stazioni | Tracciato | Servizio                                    | Stazioni servite | Tempi di percorrenza |
| ------------------------------------- | ------------------- | --------------------- | -------- | ----------------- | -------- | --------- | ------------------------------------------- | ---------------- | -------------------- |
| Napoli-Nola-Baiano                    | Napoli Porta Nolana | Baiano                | 1884     | 1885              | 28       | 38 km     | Napoli Porta Nolana ↔ Baiano                | 28               | 59 minuti            |
| Pomigliano d'Arco-Acerra              | Pomigliano d'Arco   | Acerra                | 1974     | 2006              | 4        | 3 km      | Napoli Porta Nolana ↔ Acerra                | 16               | 28 minuti            |
| Napoli-Ottaviano-Sarno                | Napoli Porta Nolana | Sarno                 | 1891     | 1904              | 25       | 38 km     | Napoli Porta Nolana ↔ Sarno                 | 25               | 65 minuti            |
| Napoli-Scafati-Poggiomarino           | Napoli Porta Nolana | Poggiomarino          | 1904     | -                 | 28       | 35 km     | Napoli Porta Nolana ↔ Poggiomarino          | 28               | 57 minuti            |
| Torre Annunziata-Sorrento             | Torre Annunziata    | Sorrento              | 1934     | 1948              | 15       | 47 km     | Napoli Porta Nolana ↔ Sorrento              | 35               | 68 minuti            |
| Napoli-Centro Direzionale-San Giorgio | Napoli Porta Nolana | San Giorgio a Cremano | 1884     | 2004              | 11       | 8 km      | Napoli Porta Nolana ↔ San Giorgio a Cremano | 11               | 15 minuti            |

## Storia

### Le origini

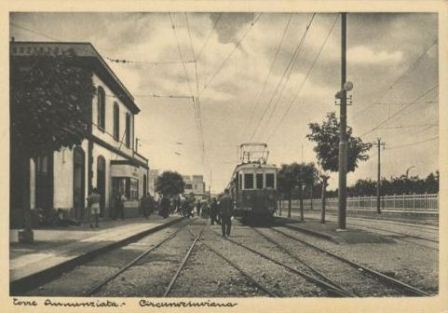
Stazione di Torre Annunziata

Nel 1884 veniva inaugurata una linea a scartamento ridotto che collegava Napoli con Baiano, passando per Nola, a opera della società anonima Chemin de fer Naples-Nola-Baiano et extensions.
La nascita della Circumvesuviana vera e propria risale però al 18 novembre 1890, quando la Società Anonima Ferrovia Napoli Ottaviano inaugurò la linea fra tali località; il 9 febbraio dell'anno successivo la stessa venne prolungata fino a San Giuseppe Vesuviano (allora frazione di Ottaviano), raggiungendo i 23 km. L'intera linea era armata con binario unico a scartamento ridotto ed esercita con trazione a vapore.
Nel maggio 1901, la gestione venne assunta dalla Società Anonima Strade Ferrate Secondarie Meridionali (SFSM) la quale, nel corso di pochi anni, prolungò la linea originaria fino a Sarno e realizzò una nuova direttrice lungo la costa che da Napoli attraversava i popolosi comuni di Portici, Ercolano, Torre del Greco, Torre Annunziata e Pompei, fino a innestarsi nella linea Napoli-Sarno all'altezza di Poggiomarino, completando l'anello ideale intorno al Vesuvio dando vita alla vera e propria Circumvesuviana, lunga circa 64 km, la quale attraversava 23 comuni, con un bacino di utenza di circa 300.000 persone, e registrava il trasporto annuo di circa 3 milioni di viaggiatori.
Il 25 marzo 1905 fu attivata l'elettrificazione della linea Napoli-Pompei-Poggiomarino.
Un'importante inaugurazione avvenne il 6 gennaio 1913, quando fu attivata la stazione di Pugliano, in comune con la ferrovia Pugliano-Vesuvio.

### Il primo dopoguerra
Con la fine del primo conflitto mondiale i lavori di elettrificazione furono completati sull'intera rete; nel frattempo i passeggeri trasportati crebbero fino ai circa 6 milioni registrati nel 1926.
Fra il 1928 ed il 1933 tutte le stazioni vennero dotate di apparati centrali elettrici con blocco elettromeccanico con adozione del regime di circolazione a Dirigenza Unica. Contestualmente la tensione di alimentazione venne elevata dai 650 V originari (poi portati a 1.000 V), a 1.200 V.
Furono dunque condotti i lavori del prolungamento verso Sorrento: nel 1934 viene inaugurata la prima tratta Torre Annunziata-Pompei Scavi-Castellammare di Stabia di 12,7 km, già a trazione elettrica e a binario unico.
Il 16 maggio 1937 anche la ferrovia Napoli-Nola-Baiano confluì nella rete SFSM.

### Il secondo dopoguerra

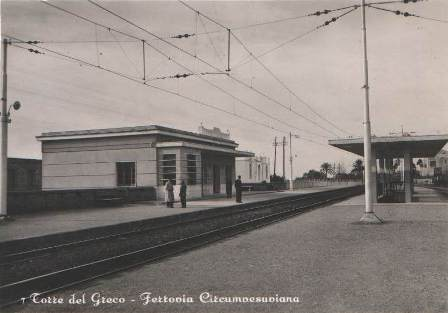
Stazione di Leopardi

Finita la seconda guerra mondiale iniziò la ricostruzione della ferrovia, che oltre alle distruzioni provocate dal conflitto dovette fare i conti anche con i danni dell'eruzione del Vesuvio del 1944.
Ripresero anche i lavori verso Sorrento che richiesero impegnative opere di ingegneria come una galleria di quasi 4 km tra Castellammare di Stabia e Vico Equense ed un viadotto sul quale sorse la stazione di Seiano; il 6 gennaio 1948 entrò in funzione l'ultima tratta di 13,6 km da Castellammare di Stabia a Sorrento e venne soppressa la parallela tranvia Castellammare di Stabia-Sorrento, rendendo possibile raggiungere Napoli con un unico collegamento diretto di circa 47 km sfruttando il percorso comune con la linea Napoli-Poggiomarino dalla stazione di Torre Annunziata Oplonti fino al terminal di Napoli Porta Nolana.
Nel 1952 la stazione di Castellammare di Stabia divenne punto di interscambio con la stazione a valle della funivia del Faito.

### Dagli anni 1970 alla fine degli anni 1990

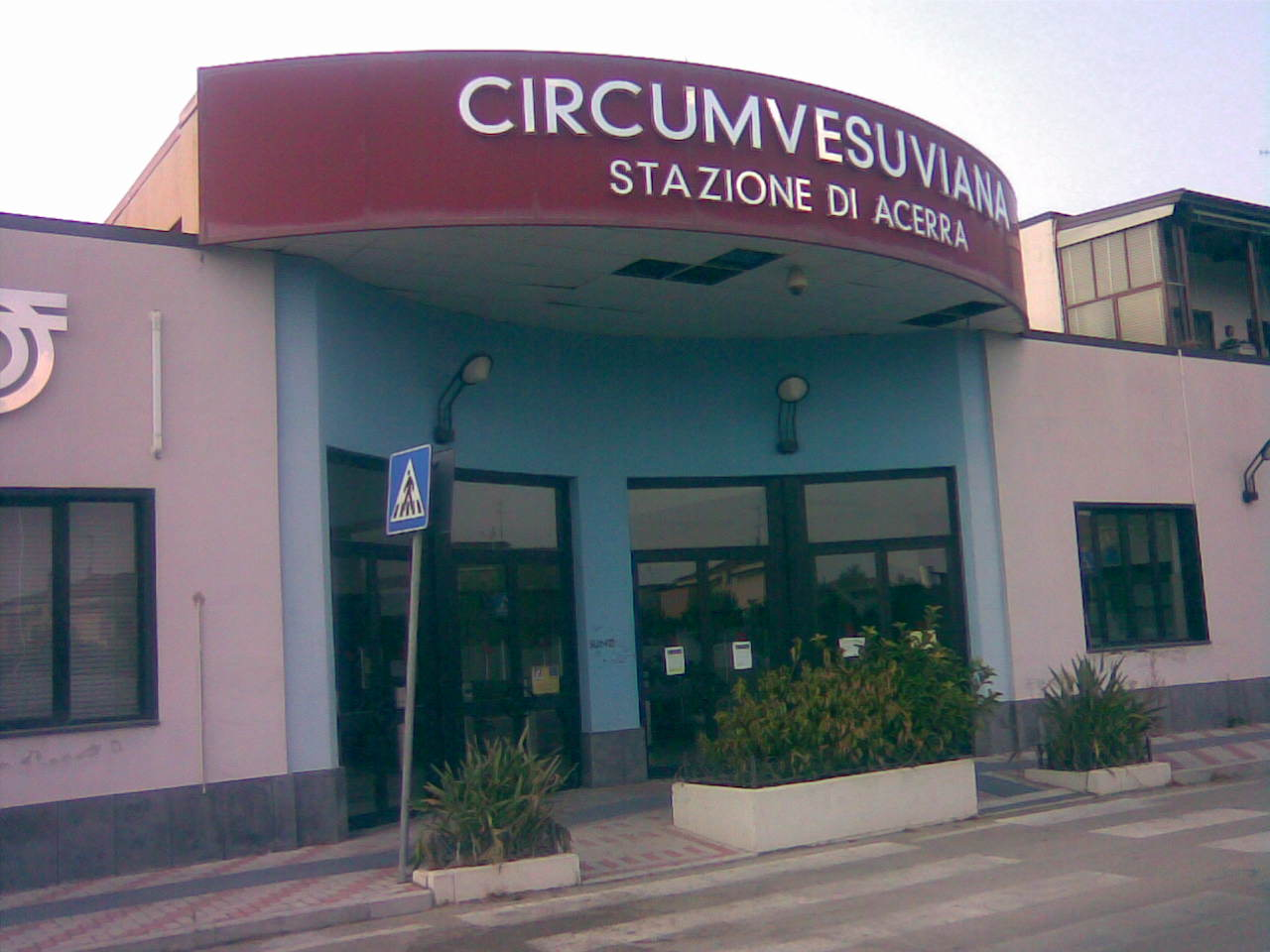
Stazione di Acerra

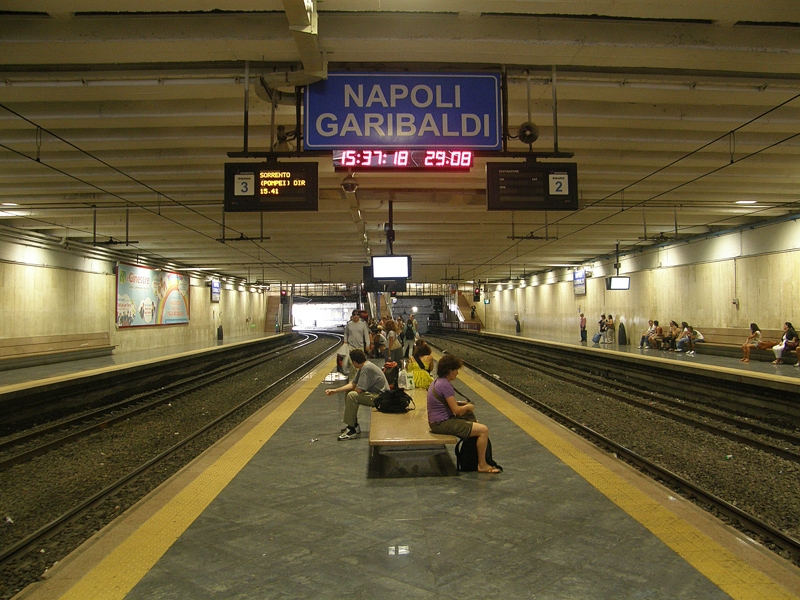
Stazione di Napoli Garibaldi

A cavallo tra gli anni 1960 e gli anni 1970 la rete venne completamente ammodernata e alcune stazioni, quali Portici via Libertà e San Giorgio Cavalli di Bronzo, ricostruite ex novo. Tutte le banchine di stazione furono contestualmente rialzate, per consentire l'incarrozzamento a raso dei nuovi elettrotreni serie 001-085, e la tensione di alimentazione ulteriormente elevata a 1500 V.
Nel 1974 venne ultimata la costruzione dell'officina di Ponticelli, destinata alla manutenzione di tutto il materiale rotabile.
Nel 1977 si avviarono i lavori per la costruzione a doppio binario del tratto di linea Poggioreale-Pomigliano d'Arco, realizzato in parte in galleria artificiale, in parte in rilevato e in parte in viadotto.
Il 16 dicembre 1985 la rete della Circumvesuviana viene riscattata dallo Stato e posta in gestione commissariale governativa; nel frattempo la Regione Campania stanziò cospicui finanziamenti per la realizzazione della tratta a doppio binario Pomigliano d'Arco - Scisciano, entrata in esercizio dal settembre del 1997, e ad integrazione del raddoppio tra Poggioreale e Pomigliano d'Arco. Nel Piano di Sviluppo 1985/1987 il medesimo ente inserì la realizzazione del raddoppio tra Torre Annunziata e Castellammare, tra Torre Annunziata e Scafati, e tra Poggiomarino e Sarno.
Negli anni 1990 vennero acquistati ulteriori elettrotreni (serie 086-118) e venne raddoppiata la tratta tra Torre Annunziata e Pompei Scavi. Nuove stazioni su viadotto furono realizzate nel tratto da Pomigliano d'Arco a Scisciano; la linea da Pomigliano d'Arco raggiunse lo stabilimento Alfa Romeo di Pomigliano d'Arco.

### Il XXI secolo

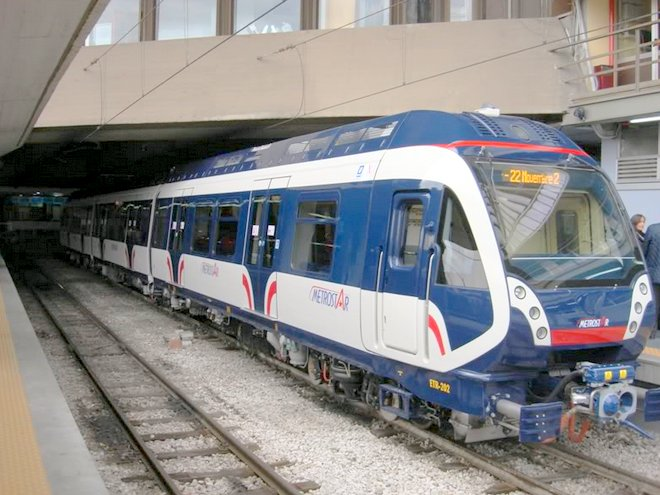
Convoglio Metrostar in funzione dal 2008

A seguito del decreto legge n. 422 del 19 novembre 1997 le ferrovie di interesse locale vennero gradualmente cedute alle Regioni, divenute responsabili dei servizi di trasporto pubblico locale: nell'ambito di tale riforma dal 1º gennaio 2001 cessò la gestione commissariale governativa e venne costituita la Circumvesuviana Srl, azienda di proprietà della Regione Campania. 
Nel medesimo periodo furono inaugurate nuove tratte costituite dalla tratta Botteghelle-San Giorgio a Cremano della linea Napoli-Baiano, che dalla stazione di Botteghelle si congiunge a San Giorgio a Cremano attraversando il quartiere di Ponticelli con cinque stazioni sotterranee e dal prolungamento del preesistente collegamento tra la stazione di Pomigliano d'Arco e la zona industriale Alfa Lancia fino ad Acerra, raggiungendo una lunghezza di 3 km.
Alla fine del 2008 furono completati i lavori di raddoppio tra le stazioni di Ponticelli e Cercola della linea Napoli-Ottaviano-Sarno. Nello stesso anno cominciarono a entrare in funzione i nuovi elettrotreni serie 200. Con l'arrivo di questi elettrotreni, le stazioni subirono alcune modifiche, tra cui un ulteriore rialzamento delle banchine.
Nel 2009 un tratto della Napoli-Poggiomarino, comprendente le stazioni di Boscoreale e Boscotrecase, fu riaperto dopo la totale ricostruzione a doppio binario su sede interrata.
Nel 2010 un treno deragliò nella zona di Gianturco, provocando un morto e numerosi feriti.
Nel 2011 una pesante crisi finanziaria travolse le aziende controllate dal gruppo EAV: l'orario di esercizio venne fortemente ridimensionato e i disservizi, che perdurano ancora oggi, divennero sempre più frequenti.
Con atto di fusione del 27 dicembre 2012 l'azienda di gestione venne incorporata nell'Ente Autonomo Volturno, che assunse conseguentemente l'esercizio dell'intera rete.
Nel 2017 venne inaugurata la stazione di Villa Regina-Antiquarium, ubicata nel comune di Torre Annunziata lungo la linea Torre Annunziata-Sorrento. Nello stesso anno ripresero i lavori di raddoppio dei binari tra Pompei Scavi e Castellammare di Stabia, fermi dal 2011.
Secondo il rapporto Pendolaria di Legambiente del 2019 è la ferrovia pendolare peggiore d'Italia; tale posizione in classifica è stata poi riconfermata nel 2023.
Proseguono i lavori di raddoppio della linea Napoli-Sorrento con l'attivazione del secondo binario nella tratta Torre Annunziata - Castellammare di Stabia, con la demolizione della stazione di Via Nocera (per ospitare il secondo binario), la costruzione di un Sottopasso carrabile e pedonale che andrà a sopprimere l'attuale Passaggio a Livello di Via Giuseppe Cosenza, lo scavo, già in esecuzione di una galleria adiacente a quella già esistente che andrà a sopprimere il secondo Passaggio a Livello di Via Grotta San Biagio. L'area ferroviaria verrà successivamente isolata con barriere antirumore. Il Sottopasso permetterà la costante connessione tra Castellammare Centro ed il Rione San Marco, senza le attuali interruzioni perviste con la chiusura del passaggio a livello e la creazione di aree pedonali di cui una carrabile per l'accesso ai mezzi di primo soccorso e carico/scarico per le attività commerciali. Questo intervento risulta fondamentale in quanto incrementerà le corse giornaliere Napoli - Castellammare (con cadenzamento 12 minuti) e con l'inserimento di idonei posti di incrocio e interscambio, potenzierà e faciliterà i collegamenti con Sorrento.
Entro il 2025 è prevista l'attivazione di un nuovo collegamento tra le linee vesuviane e la rete dell'Alta Velocità. Per questo fine sarà costruita una diramazione che, dalla stazione di Volla, raggiungerà la stazione di Napoli Afragola.

## Caratteristiche

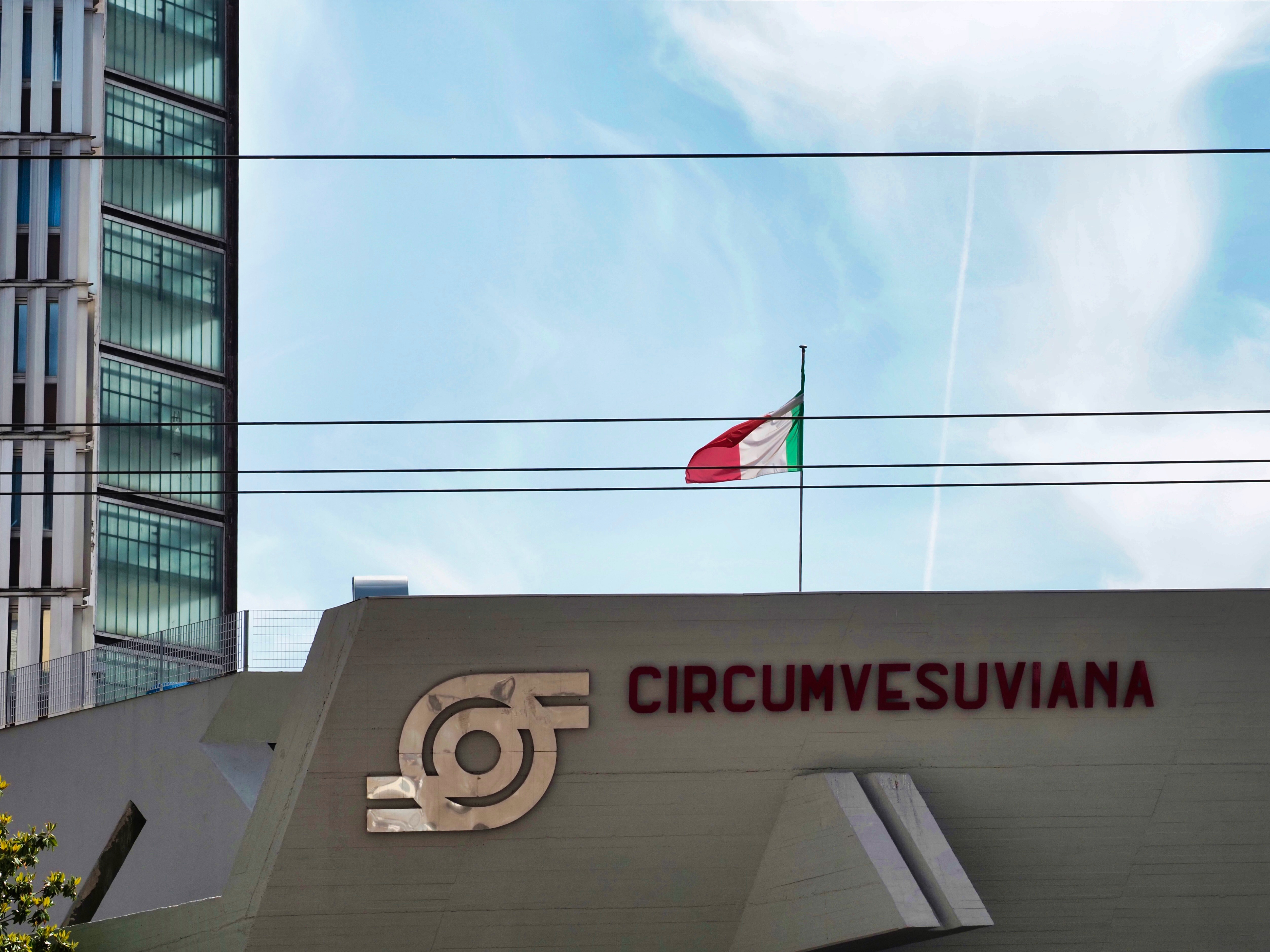
La stazione capolinea Napoli Porta Nolana.

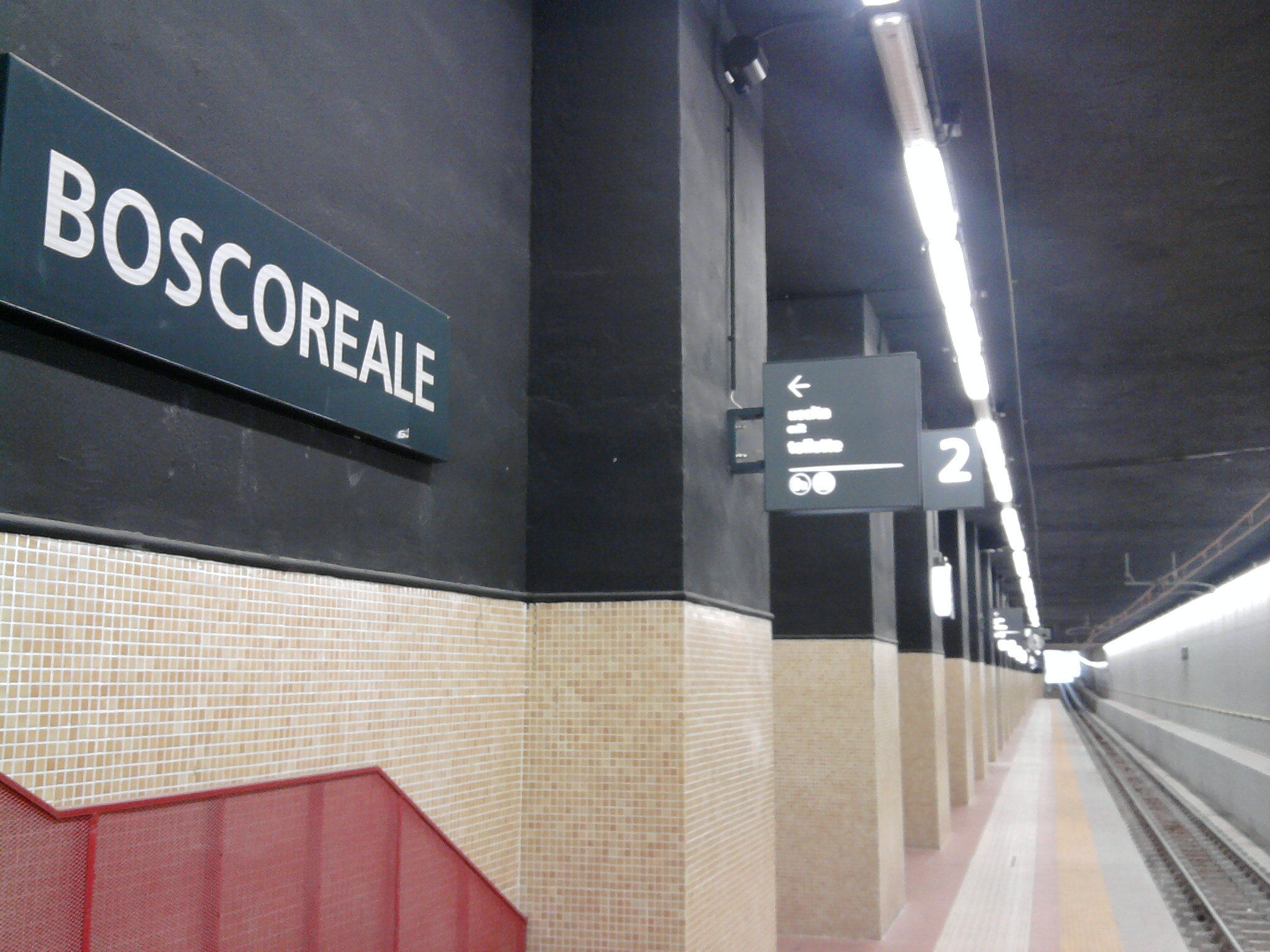
La nuova stazione di Boscoreale aperta nel 2009

L'intera rete è armata con binario a scartamento ridotto di 950 mm ed elettrificata alla tensione di 1500 V CC.
Dismessa la dirigenza unica, agli inizi del XXI secolo l'intera rete è stata attrezzata per la Dirigenza centrale in virtù dell'adozione del Controllo Centralizzato del Traffico (CTC); sulla tratta Nola-Baiano la stessa fu attivata nel 2000; ogni stazione venne conseguentemente dotata di apparati centrali elettrici a itinerari.
Il 30 dicembre 2022 è stata firmata la gara con ALSTOM per rinnovare l'intero segnalamento della rete, con ACCM e ERTMS di nuova generazione; è previsto che i lavori vengano eseguiti di notte (per non interrompere il servizio) e che si concludano entro il 2026.
La rete comunemente chiamata Circumvesuviana è tecnicamente costituita dalle seguenti linee (elencate secondo l'ordine cronologico di attivazione):
- ferrovia Napoli-Nola-Baiano
- ferrovia Napoli-Ottaviano-Sarno
- ferrovia Napoli-Pompei-Poggiomarino
- ferrovia Torre Annunziata-Sorrento
- ferrovia Botteghelle-San Giorgio a Cremano
- ferrovia Pomigliano d'Arco-Acerra (diramazione della Napoli-Nola-Baiano)
- linea Napoli-Volla-Afragola (in costruzione)

Su di esse i servizi sono impostati mediante relazioni locali e dirette svolte da Ente Autonomo Volturno secondo una struttura concordata con la Regione Campania.

## Materiale rotabile

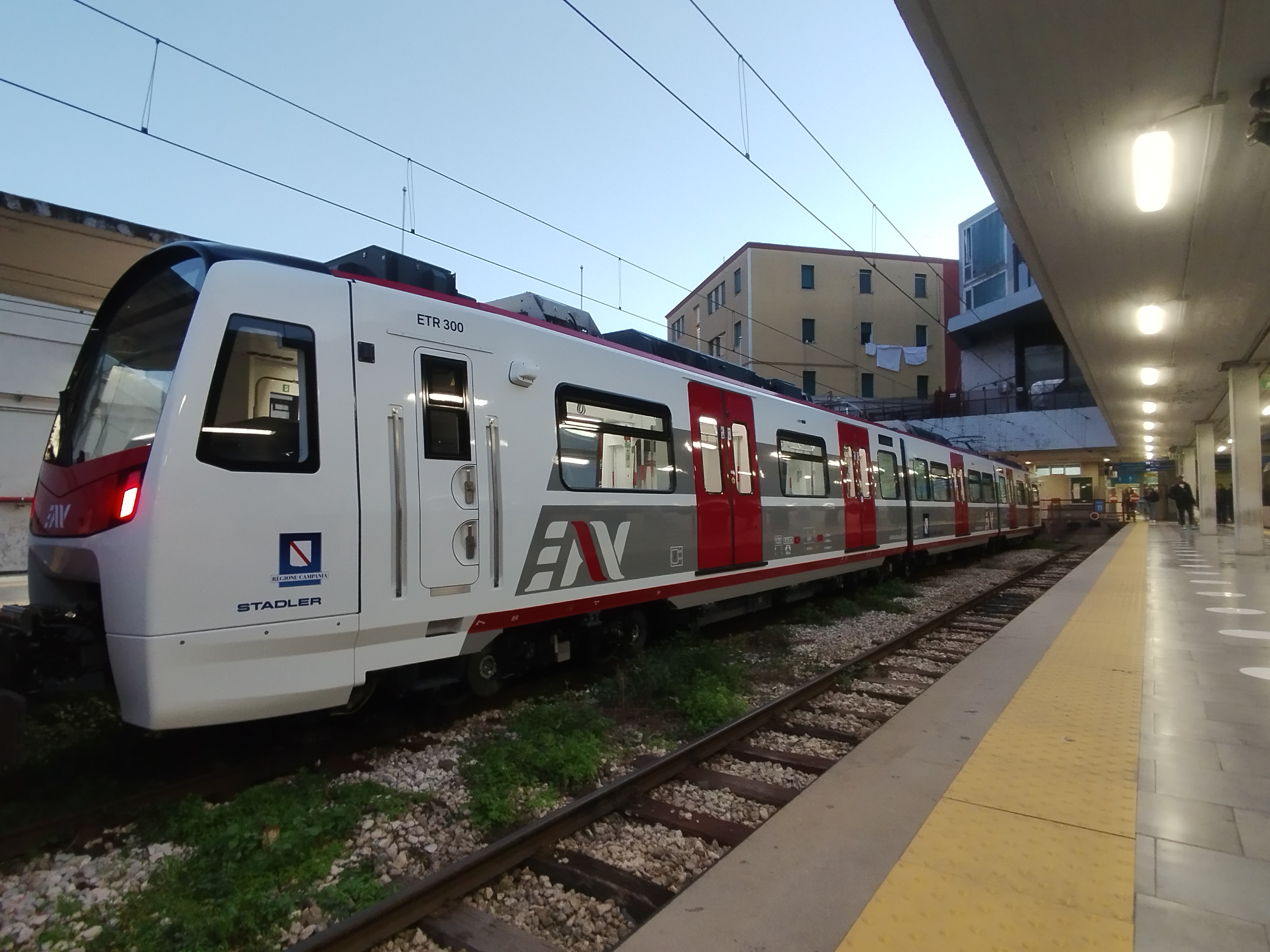
ETR 300 in sosta al capolinea di Napoli Porta Nolana

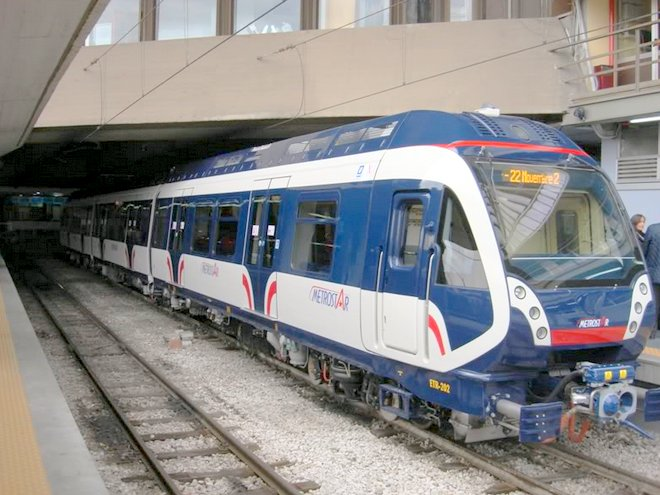
ETR 202 "Metrostar" in sosta alla stazione di Napoli Porta Nolana

Dopo le vetture a vapore del 1904 e i primi elettrotreni degli anni 1920 e 1940, durante gli anni 1970 il materiale mobile fu totalmente rinnovato con la graduale entrata in servizio di 70 nuovi elettrotreni, costruiti dalla SOFER di Pozzuoli e dall'ASGEN (oggi Leonardo) di Genova, costituiti da tre casse bloccate poggiate su due carrelli portanti posti alle estremità e due carrelli motori in corrispondenza degli snodi intermedi. I motori di trazione sono interamente sospesi sotto le casse esterne. La lunghezza degli elettrotreni è di 40 metri e la larghezza massima è di 2,70 metri contro i 2,35 metri delle antiche vetture. La Legge 16 ottobre 1975 nº 493 finanzia la fornitura di altri 15 elettrotreni, che entrano in servizio nel 1979 portando il parco rotabili a 85 convogli, e di 6 nuove sottostazioni elettriche ambulanti consegnate nel 1982. Nel 1990 il parco fu implementato da 33 elettrotreni della nuova serie, anch'essi costruiti da Sofer e Ansaldo. I nuovi ETR hanno caratteristiche di funzionalità identiche a quelli già in servizio, anche se sono state introdotte numerose modifiche e migliorie.
Il 24 novembre 2008 entrò in servizio il primo dei 26 elettrotreni Metrostar, prodotti da AnsaldoBreda e FiReMa. Il nuovo treno è caratterizzato da un lay-out volto a servire un traffico di tipo metropolitano, con 6 porte per fiancata e un numero ridotto di posti a sedere, al fine di migliorare l’accessibilità e la distribuzione dei passeggeri lungo l’intero convoglio. La fornitura terminò nel 2015, con l'entrata in servizio del 26º treno.
Nel 2019 è entrato in servizio il primo treno T21 revampizzato.
Nel marzo 2021 l'EAV aggiudica a Stadler l'appalto per la fornitura di 40 nuovi elettrotreni. Successivamente fu firmato un secondo accordo facendo arrivare il numero complessivo dei treni a 56.
Il 3 settembre 2024 arrivò presso le officine del quartiere San Giovanni a Teduccio il primo nuovo elettrotreno. Attualmente il treno è sottoposto ai collaudi a cura di ANSFISA.
Al 2025 il parco rotabili della ferrovia Circumvesuviana risulta così composto:
- 30 elettrotreni ex Circumvesuviana ETR 001-085. Costruiti da SOFER/ASGEN nel periodo 1971/78, alimentazione a 1.500 V CC, impianto frenante a disco, incarrozzamento a raso.
- 25 elettrotreni ex Circumvesuviana ETR 086-118. Costruiti da SOFER nel 1988, alimentazione a 1.500 V CC, impianto frenante a disco, incarrozzamento a raso. 19 di essi sono stati sottoposti a revamping tra il 2019 e il 2023.
- 23 elettrotreni ex Circumvesuviana ETR 201-226. Costruiti da AnsaldoBreda/FiReMa tra il 2005 e il 2010, alimentazione a 1.500 V CC, impianto frenante a disco, incarrozzamento a raso.

Sono in fase di costruzione e collaudo:
- 56 elettrotreni ETR 300. Costruiti da Stadler Rail a partire dal 2021. Al 2025, non sono ancora in funzione (soltanto parte dei treni è stata costruita); il primo dei treni consegnati è in fase di collaudo e dovrebbe essere immesso in servizio nell'estate del 2025.

## Frequentazione
| anno                                                                          | anno |  | passeggeri | passeggeri |
| ----------------------------------------------------------------------------- | ---- |  | ---------- | ---------- |
| 2023                                                                          | 2023 |  | 23 669 520 |            |
| 2022                                                                          | 2022 |  | 22 299 310 |            |
| 2021                                                                          | 2021 |  | 21 015 605 | 1          |
| 2020                                                                          | 2020 |  | 16 755 690 | 1          |
| 2019                                                                          | 2019 |  | 32 319 655 |            |
| 2018                                                                          | 2018 |  | 34 028 950 |            |
| 2017                                                                          | 2017 |  | 34 058 150 |            |
| 2015                                                                          | 2015 |  | 36 315 675 |            |
| 2014                                                                          | 2014 |  | 34 876 845 |            |
| note 1 Anni interessati dalle restrizioni connesse alla pandemia di COVID-19. |      |  |            |            |